# Aire Libre
Aire Libre è un film del 1996 diretto da Luis Armando Roche.
Pellicola canadese prodotta da Marie-Françoise Roche, Suzanne Girard e Morelba Pacheco. Altri titoli per il film sono Out in the open/Passage of Free Men e Passage des hommes libres. Il film è stato girato a Caracas e Puerto Ayacucho in Venezuela.

## Trama
Alexander von Humboldt consacra i suoi ultimi anni alla scrittura delle sue scoperte, dopo la morte del suo amico Aimé Bonpland. 
I due naturalisti europei, motivati dalla stessa causa; l'amore per le persone e per la natura, per più di cinquanta anni, sono stati amici e hanno vissuto molte esperienze assieme. I due infatti, nel tardo 1800, avevano deciso di recarsi in Venezuela per studiare gli indiani, le mezze razze ed il peons. Alexandre ricorda alcuni degli episodi più eccezionali del suo viaggio in Venezuela con Bonpland, rivivendo i momenti trascorsi insieme: la loro gioventù, il loro entusiasmo, la loro sete per la conoscenza scientifica ed umana e, soprattutto, il loro grande desiderio di trovare il fiume Casiquaire, che collega l'Orinoco al Rio delle Amazzoni. Nella loro avventura i due sono stati aiutati da un giovane insegnante di scuola Venezuelano.
Oltre il suo contesto storico, questo film, è soprattutto la vera storia di un'amicizia, l'incontro di due vite reali appartenenti a mondi completamente diversi, separati dagli oceani e dalla loro cultura che hanno però in comune, oltre le cose che scoprono ed imparano anche il loro amore per l'umanità.

## Riconoscimenti

### Havana Film Festival, 1996
- Vinto l'Award come miglior regista: Luis Armando Roche

### San Diego International Film Festival, 1997
- Vinto il Patron's Award come miglior film: Luis Armando Roche

### Bogota Film Festival, 1997
- Nominato al Golden Precolumbian Circle come miglior film: Luis Armando Roche